# Championnats d'Asie de boxe amateur 1977
Navigation
Édition précédente Édition suivante
La 8e édition des championnats d'Asie de boxe amateur s'est déroulée à Jakarta, en Indonésie, en décembre 1977. 

## Résultats

### Podiums
| Catégories                    | Or                  | Argent             | Bronze                              |
| Poids mi-mouches (-48 kg)     | Koichi Koba         | Harry Maitimu      | Farid Mahdi Salman Abdul Halim      |
| Poids mouches (-51 kg)        | Ishi Koki           | Johnny Ruberu      | Kim Jung-chul Weera Wachariamnage   |
| Poids coqs (-54 kg)           | Hwang Chul-soon     | Naserali Babayee   | Jong Ung-jo Cho Mannerysyakolin     |
| Poids plumes (-57 kg)         | Man Yu-jong         | Finai Ratanakun    | Jo Gu-yong Jabbar Feli              |
| Poids légers (-60 kg)         | Sae Oh-young        | Yukio Odagiri      | Hwa Ryu-bun                         |
| Poids super-légers (-63,5 kg) | Chenanda Chetticha  | Katsuhiro Okhubo   | Bom Yun-jon Faruk Janjoon           |
| Poids welters (-67 kg         | Hasan Ibrahim Zadeh | Kim Ju-seok        | Toshiyuki Kado Intesar Jabbar Rubat |
| Poids super-welters (-71 kg)  | Mohamed Azarhazin   | Frans Bonsapia     | Salem Saber Zuboon Tadashi Mihara   |
| Poids moyens (-75 kg)         | Karim Samadi        | William Gomnies    | Siraj Din Mun Chang-bon             |
| Poids mi-lourds (-81 kg)      | Benny Maniani       | Masis Hambarsumian | Muhammad Iqbal Abdur Rouf Khan      |
| Poids lourds (+81 kg)         | Parviz Badpa        | Hideharu Yoshimura | Krismanto Mahmoud Ymtaiz            |

### Tableau des médailles
| Place | Pays             | Médaille d'or, Asie | Médaille d'argent, Asie | Médaille de bronze, Asie | Total |
| ----- | ---------------- | ------------------- | ----------------------- | ------------------------ | ----- |
| 1     | Iran             | 4                   | 2                       | 1                        | 7     |
| 2     | Corée du Sud     | 3                   | 1                       | 1                        | 5     |
| 3     | Indonésie        | 2                   | 4                       | 1                        | 7     |
| 3     | Japon            | 2                   | 3                       | 2                        | 7     |
| 5     | Thaïlande        | 0                   | 1                       | 2                        | 3     |
| 6     | Corée du Nord    | 0                   | 0                       | 5                        | 5     |
| 7     | Irak             | 0                   | 0                       | 4                        | 4     |
| 8     | Pakistan         | 0                   | 0                       | 3                        | 3     |
| 9     | Bangladesh       | 0                   | 0                       | 2                        | 2     |
| Total | 9 pays médaillés | 11                  | 11                      | 21                       | 43    |